# Jewgeni Wadimowitsch Sedow
Jewgeni Wadimowitsch Sedow (russisch Евгений Вадимович Седов; * 29. Januar 1996 in Wolgograd) ist ein russischer Schwimmsportler, spezialisiert auf die kurzen Freistilstrecken. Er ist aktueller Europameister über 50 Meter auf der Kurzbahn.

## Erfolge
Bei den Kurzbahnweltmeisterschaften 2014 in Doha gewann er mit seinen russischen Staffelkollegen Wladimir Morosow, Oleg Tichobajew und Sergei Fessikow die 4-mal-50-Meter-Freistil in Weltrekordzeit von 1:22,60 min vor den USA (1:23,47). Über 4 × 100 Meter, bei denen er im Endlauf nicht eingesetzt wurde, gab es für Russland Silber in 3:04,18 hinter Frankreich (3:03,78), ebenso, diesmal mit ihm, in der 4-mal-50-Meter-Freistil-Mixedstaffel in 1:29,13 hinter den USA 1:28,57 (WR).
Bei den Kurzbahneuropameisterschaften 2015 im israelischen Netanja holte Sedow seine erste Einzelmedaille bei einer internationalen Meisterschaft über 50 m Freistil in 20,87 s vor dem 100-Meter-Gewinner, dem Italiener Marco Orsi (20,92), und dem Polen Sebastian Szczepański (21,21). Ein weiteres Gold kam erneut in der 4-mal-50-Meter-Freistilstaffel hinzu (in der Besetzung Sedow, Andrei Arbusow, Alexander Kljukin, Nikita Konowalow, 1:23,49), vor Italien (1:24,44). Zweimal Silber errang Sedow zudem mit den Staffeln über 4 × 50 m Lagen und 4 × 50 m Freistil Mixed.